# کینچ
کینج، روستایی است از توابع بخش کجور شهرستان نوشهر در استان مازندران ایران. مردم کینج مانند مردم برخی مناطق دیگر از بخش کجور مانند شهر کجور و شهر پول کورد تبار هستند و در زمان صفویه از مناطق کردنشین به این منطقه کوهستانی مهاجرت کرده اند. مردم کینج پس از گذشت حدود ۴۰۰ سال هنوز به زبان کوردی گروسی تکلم می کنند.

## جمعیت
این روستای کوهستانی در دهستان زانوس‌رستاق قرار دارد و براساس سرشماری مرکز آمار ایران در سال ۱۳۹۵، جمعیت آن ۶۸۱ نفر بوده است که به دلیل مهاجرت های شغلی به شهر های اطراف به خصوص نوشهر و چالوس جمعیت آن کاهش یافته است اما در تعطیلات تابستان به دلیل توریستی بودن جمعیت آن افزایش می یابد.